# Dasythrix
Dasythrix is een vliegengeslacht uit de familie van de roofvliegen (Asilidae).

## Soorten
- D. inornata (Loew, 1851)
- D. leucophaea Lynch Arribálzaga, 1880